# Hans Hefelmann
Hans Hefelmann, né le 4 octobre 1906 à Dresde et décédé le 12 avril 1986 à Munich, était un haut fonctionnaire allemand. Il est directeur de l’Office no II au sein de la chancellerie du Führer, impliqué dans l'organisation du programme Aktion T4 et dans celui de « l'euthanasie » des enfants.